# Heartless (tiểu thuyết của Marissa Meyer)
Heartless (tạm dịch sang tiếng Việt Hoàng hậu Cơ) là cuốn tiểu thuyết của nữ nhà văn người Mỹ Marissa Meyer. Được xuất bản vào ngày 1 tháng 11 năm 2016. Cuốn tiểu thuyết nhận được đề cử Giải Sự lựa chọn của Goodreads cho Sách thể loại Kỳ ảo & Khoa học giả tưởng dành cho thanh niên hay nhất. Câu chuyện được lấy cảm hứng từ tác phẩm nổi tiếng Cuộc phiêu lưu của Alice vào Xứ sở thần tiên của văn hào Anh Lewis Carroll. Câu chuyện đã được dịch sang tiếng Việt và phát hành từ năm 2017, với tựa đề Hoàng hậu cơ bởi báo Hoa Học Trò và Nhà xuất bản Thanh niên.

## Nội dung
Cốt truyện Heartless xoay quanh nhân vật Catherine Pinkerton. Trước khi trở thành Hoàng hậu Cơ độc ác, Catherine là tiểu thư của ngài Hầu tước Vịnh Rùa Đá. Mặc dù xuất thân trâm anh thế phiệt, cô lại rất thích nấu nướng và ước mơ được mở gian hàng bánh ngọt trên phố Main cùng với người hầu của Catherine là Mary Ann.
Cuộc sống của Cath bắt đầu thay đổi khi tham dự buổi tiệc dạ hội đặc biệt của đức vua, người có tính tình trẻ con và yêu cô sâu đậm, buổi dạ hội được tổ chức để vua ngỏ lời cầu hôn tới Catherine. Tại đây cô được quen với lão Peter Peter, một kỵ sĩ được vua mới phong, có tính cộc cằn bất hảo cùng với bà vợ của lão, người tham lam và có sở thích ăn bí ngô kì quái. Cũng trong buổi tiệc ấy, tiểu thư Pinkerton cũng bắt gặp Jest, Gã hề mới của Hoàng gia với màn ảo thuật điêu luyện của anh. Dường như cô bị cuốn hút bởi ánh nhìn ấy và rung động anh ta. Mối quan hệ hai người trở nên thân thiết hơn thông qua những cuộc gặp gỡ của Đức vua nhằm "tìm hiểu" Catherine. Họ có những chuyến du chơi một cách lén lút cùng nhau như lén ra ngoài lúc khuya muộn để tham gia bữa tiệc trà của thợ mũ điên Hatta. Lửa gần rơm lâu ngày cũng bén, từ sự quan tâm và tò mò nay đã đâm hoa kết trái thành những đóa hoa của tình yêu hồn nhiên và trong sáng. Jest và Catherine đã thổ lộ tình cảm với nhau trong bữa tiệc do ngài hầu tước cùng với phu nhân Vịnh Rùa Đá tổ chức.
Trong một lần dự hội Opéra do nhà vua dẫn gia đình Cath đi xem với mục đích mua vui cho Cath. Thế nhiên, hôm ấy con Jabberwock lại xuất hiện và gây ra sự kinh hoàng cho các quan khách tham dự. Cath đã chiến đấu chống con quái vật ấy và gần như dành được chiến thắng. Jest dẫn Cath trốn chạy và khi mọi sự bình yên, nàng quay trở về cùng với người thương của mình. Thế nhưng quân lính bảo vệ nhà vua đã vây bắt Jest vì Mary Ann đã khai ra mối quan hệ giữa Catherine và Jest với ông bà Pinkerton và nhà vua. Jest nhanh chóng chạy thoát. Rồi chàng dẫn Catherine quay trở về xứ sở Bàn Cờ của mình (thực chất anh qua vương quốc của vua Cơ để moi được trái tim của Cath về xứ sở của mình nhằm chấm dứt cuộc chiến tương tàn của chị em nữ hoàng Trắng - Đỏ). Nhưng trên đường quay trở về, nhóm người Jest, Cath và những người bạn đồng hành phải chiến đấu với con Jabberwock nhằm giải cứu Mary Ann. Mục đích của cuộc giải cứu thành công nhưng đổi lại Jest bị con Jabberwock giết chết trước khi Cath kịp diệt con quái vật ấy. Cath vô cùng đau khổ. Nỗi khổ ấy đã tha hóa cô từ thiếu nữ mới lần đầu biết yêu thành hoàng hậu cơ độc ác tàn bạo. Cũng thông qua sự việc ấy, Cath đã biết được con Jabberwock không ai khác chính là vợ của tên Peter Peter bất hảo và ả ta sau khi ăn bí ngô khổng lồ trồng ở tư gia mà hóa thành. Catherine trả thù lão Peter với nỗi thù hận đến tận xương tủy. Câu chuyện khép lại với cảnh hoàng hậu Catherine ra lệnh đao phủ chém đầu lão Peter Peter ngay trong phiên tòa trước mặt thần dân vương quốc Cơ.

## Nhân vật
- Catherine Pinkerton (thường được gọi là Cath) con gái của Hầu tước Pinkerton. Cô yêu say đắm Jest, đến khi anh bị sát hại thì Cath trở thành Nữ hoàng của những trái tim khét tiếng độc ác.
- Jest, là gã hề của Hoàng gia. Anh được miêu tả là người điêu luyện về ảo thuật, đội mũ ba chỏm có đính chuông và mắt kẻ phấn Kohl đậm. Jest vốn là Quân Xe trắng ở Xứ sở Bàn Cờ, nhận nhiệm vụ của Nữ hoàng Trắng qua vương quốc Cơ để tìm cách chấm dứt cuộc chiến giữa Nữ hoàng Trắng và Nữ hoàng Đỏ. Anh đi cùng với Quạ Đen, đao phủ của Nữ hoàng Trắng sau này trở thành người của Hoàng hậu cơ (chém đầu gã Peter). Trong lúc làm nhiệm vụ, anh đã phải lòng Cath. Hai người yêu nhau nồng thắm, cuối cùng anh bị con Jabberwock giết.
- Đức vua vương quốc Cơ là một người thấp lùn, tính tình trẻ con và khá ngốc nghếch. Ngài yêu Catherine và luôn theo đuổi cô bằng mọi cách, vua thường hay nhờ Jest viết thư tình cho Catherine.
- Nữ hầu tước Idonia Pinkerton, mẹ của Catherine, là một người có tính khí thất thường, luôn muốn gả con mình cho đức vua. Bà thường bắt con mình phải quyến rũ nhà vua bằng cách đành phải để cô làm bánh dâng lên đức vua. Bà thường mong mỏi quốc hôn của Cath với quân chủ vương quóc Cơ.
- Mary Ann là người hầu, bạn thân nhất của Cath. Cô và Cath luôn có mong muốn làm bánh.
- Lão Peter Peter, vốn được nhà vua phong tước hiệp sĩ nhờ bà vợ ăn nhiều quả bí ngô nhất vùng, là một người đàn ông bẩn tính, cộc cằn, bủn xỉn, keo kiệt. Vợ của lão thường biến thành con Jabberwock mỗi khi ăn bí ngô. Cuối cùng vì che giấu bà vợ và thái độ thách thức hoàng hậu Cơ, lão đã bị Catherine sai quạ đen chém đầu.
- Cheshire là con mèo có khả năng tàng hình. Cheshire là con mèo hư hỏng luôn bày thói hư tật xấu cho Cath. Nó còn là người buôn chuyện khắp vương quốc Cơ. Tuy vậy, với bản tính của con mèo, nó rất thích cá ngừ và luôn đòi Catherine làm món cá cho nó ăn.
- Hatta, người thợ mũ điên đến từ xứ sở bàn cờ.
- Công tước xứ Tuskany, là người chủ nơi mà Catherine muốn thuê để mở tiệm bánh. Ngài có người hầu luôn bỏ tiêu vào mọi món ăn. Công tước yêu thầm Margaret Mearle, người luôn tỏ ra mình là đạo đức. Đáp lại với tình yêu ấy, Margaret chỉ nhìn ông bằng cái nhìn khinh bỉ. Nhưng trớ trêu cuối cùng Magaret và công tước đã nên vợ nên chồng.

## Đánh giá
Một sự pha trộn giữa chuyện cổ tích và khoa học viễn tưởng... giữa Công chúa Lọ lem và Star Wars.— Entertaiment Weekly

Một bữa tiệc để bạn đắm chìm vào.— MTV

Marissa Meyer thống trị thể loại chuyện cổ tích biến thể.— The Seattle Times

Ngoạn mục... hấp dẫn.— Teen Vogue

Cực kì hồi hộp.— Publishers Weekly

Tiểu thuyết kỳ ảo hay nhất của Marissa Meyer.— School Library Journal